# ISO 3166-2:JE
ISO 3166-2:JE – kody ISO 3166-2 dla Jersey.
Kody ISO 3166-2 to część standardu ISO 3166 publikowanego przez Międzynarodową Organizację Normalizacyjną. Kody te są przypisywane głównym jednostkom podziału administracyjnego, takim jak np. województwa czy stany, każdego kraju posiadającego kod w standardzie ISO 3166-1. 
Aktualnie (2017) dla Jersey nie zdefiniowano kodów dla podjednostek administracyjnych, a Jersey, pomimo że jest dependencją korony brytyjskiej, nie posiada kodu ISO 3166-2:GB wynikającego z podziału terytorialnego Wielkiej Brytanii. 